# Paul Bew, Baron Bew

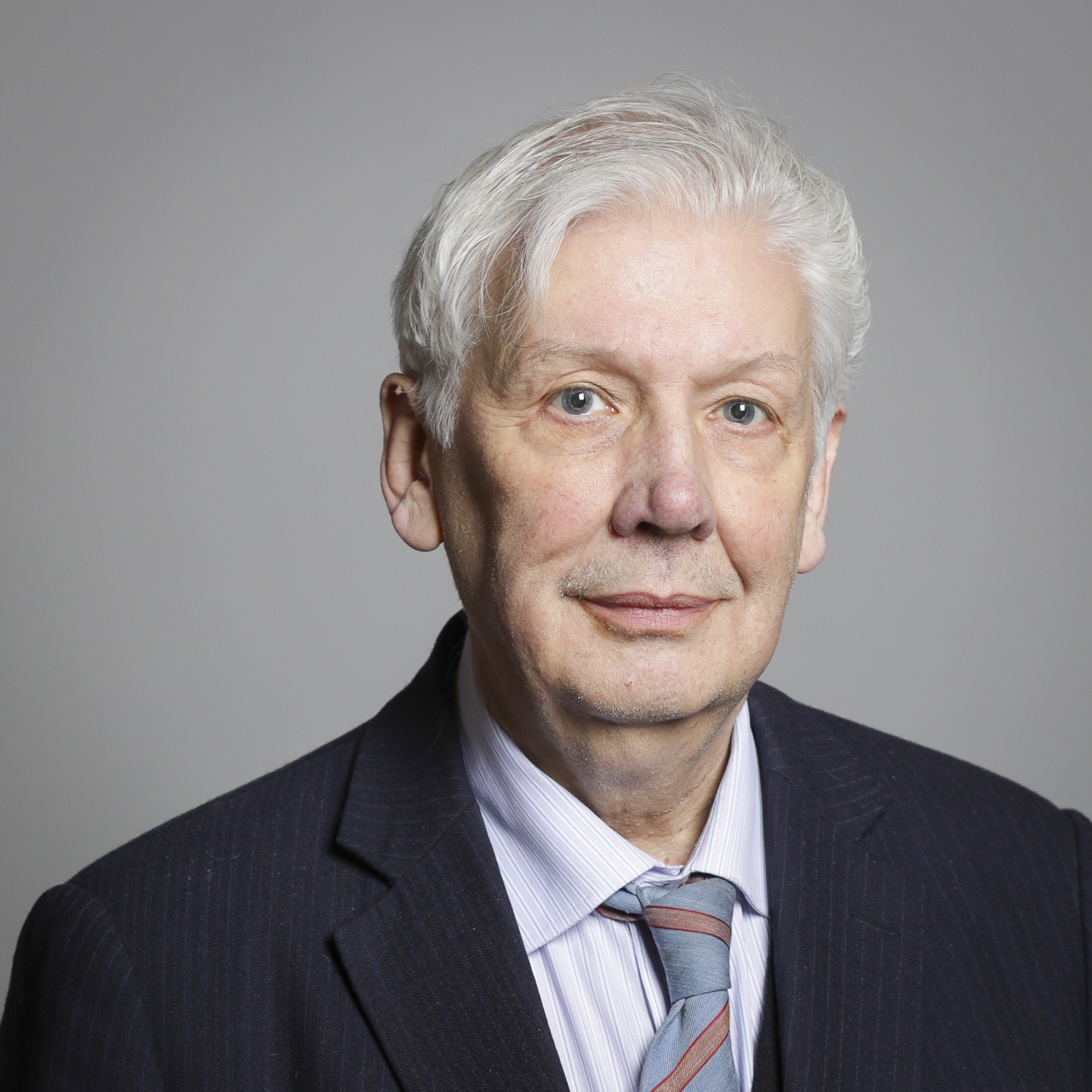
Paul Bew, Baron Bew, 2019

Paul Anthony Elliott Bew, Baron Bew (* 22. Januar 1950 in Belfast), ist ein nordirischer Historiker, Politiker und Life Peer.

## Karriere
Er arbeitet seit 1979 an der Queen’s University of Belfast, Nordirland. Seit 1991 ist er Professor für irische Politik.
Bew wurde am 26. März 2007 als Baron Bew, of Donegore in the County of Antrim, zum Life Peer erhoben und sitzt seither als Crossbencher im House of Lords. Er war Berater von David Trimble. Von 1998 bis 2001 war er historischer Berater der Untersuchungen zum Blutsonntag von Nordirland. Er veröffentlichte zahlreiche Bücher. Seit 2004 ist er Mitglied der Royal Irish Academy.

## Familie
Bew ist verheiratet mit Greta Jones, Geschichtsprofessorin an der University of Ulster. Mit ihr hat er eine Tochter.

## Werke (Auswahl)
- Between War and Peace. The Political Future of Northern Ireland. Lawrence & Wishart, London 1989, ISBN 0-85315-771-5.
- The British State and the Ulster Crisis. From Wilson to Thatcher. Verso Books, London 1985, ISBN 0-86091-107-1 (zusammen mit Henry Patterson)
- Charles Stewart Parnell. Gill & Macmillan, Dublin 1991, ISBN 0-7171-1886-X.
- Conflict and Conciliation in Ireland, 1890-1910. Parnellites and Radical Agrarians. Clarendon Press, Oxford 1987, ISBN 0-19-822758-2.
- The Dynamics of Irish Politics. Lawrence & Wishart, London 1898, ISBN 0-85315-714-6 (zusammen mit Henry Patterson und Ellen Hazelkorn).
- Ideology and the Irish Question. Ulster Unionism and Irish Nationalism, 1912-1916. Clarendon Press, Oxford 1998, ISBN 0-19-820708-5.
- Ireland. The Politics of Enmity 1789-2006. Oxford University Press, Oxford 2007, ISBN 978-0-19-820555-5.
- John Redmond. Dundalgan Press, Dundalk 1996, ISBN 0-85221-130-9.
- Land and the National Question in Ireland, 1858-82. Gill & Macmillan, Dublin 1979, ISBN 0-7171-0820-1.
- The Making and Remaking of the Good Friday Agreement. The Liffey Press, Dublin 2007, ISBN 978-1-905785-17-9.
- Northern Ireland. A Chronology of the Troubles, 1968-99. Gill & Macmillan, London 1999, ISBN 0-7171-2828-8 (zusammen mit Gordon Gillespie).
- Northern Ireland 1921-2001. Political Power and Social Classes. Serif Books, London 2002, ISBN 1-89795-938-9 (zusammen mit Peter Gibbon und Henry Patterson).
- Seán Lemass and the Making of Modern Ireland, 1945-66. Gill & Macmillan, Dublin 1982, ISBN 0-7171-1260-8 (zusammen mit Henry Patterson)
- The State in Northern Ireland, 1921-72. Political Forces and Social Class. Manchester University Press, Manchester 1979, ISBN 0-7190-0744-5.